# Brönnestads socken
Brönnestads socken i Skåne ingick i Västra Göinge härad, ingår sedan 1974 i Hässleholms kommun och motsvarar från 2016 Brönnestads distrikt.
Socknens areal är 51,21  kvadratkilometer varav 46,50 land. År 2000 fanns här 1 392 invånare. Hovdala slott, tätorten Tormestorp samt kyrkbyn Brönnestad med sockenkyrkan Brönnestads kyrka ligger i socknen.

## Administrativ historik
Socknen har medeltida ursprung.
Vid kommunreformen 1862 övergick socknens ansvar för de kyrkliga frågorna till Brönnestads församling och för de borgerliga frågorna bildades Brönnestads landskommun. Landskommunen uppgick 1952 i Sösdala landskommun som uppgick 1974 i Hässleholms kommun. Församlingen uppgick 2012 i Sösdala församling.
1 januari 2016 inrättades distriktet Brönnestad, med samma omfattning som församlingen hade 1999/2000.  
Socknen har tillhört län, fögderier, tingslag och domsagor enligt vad som beskrivs i artikeln Västra Göinge härad. De indelta soldaterna tillhörde Norra skånska infanteriregementet, Västra Göinge kompani och Skånska husarregementet, Sandby skvadron, Sandby kompani.

## Geografi
Brönnestads socken ligger söder om Hässleholm med Finjasjön i norr. Socknen är en kuperad skogs- och odlingsbygd.

## Fornlämningar
Från bronsåldern finns gravrösen, en hällristning och skålgropsförekomster.

## Namnet
Namnet skrevs 1307 Brunästäthä och kommer från kyrkbyn. Efterleden är sta(d), 'plats, ställe'. Förleden är kan antingen vara bruni, 'svedja' eller mansnamnet Brun eller Bruni..